# Sleazy
Sleazy ist ein Popsong der US-amerikanischen Sängerin und Rapperin Kesha, aus ihrer ersten EP Cannibal. Das Lied wurde von Kesha zusammen mit Lukasz Gottwald, Benjamin Levin, Shondrae Crawford und Klas Åhlund geschrieben, die Produktion übernahm Bangladesh. Sleazy wurde am 29. Oktober 2010 als Promo-Single zu Cannibal veröffentlicht.
Musikkritiker nahmen das Lied positiv auf und beschrieben es als starken Club-Song, mit Einflüssen von Jennifer Lopez, Gwen Stefani und Lil Wayne. Bislang erreichte Sleazy in Kanada und den Vereinigten Staaten, Platz 46 und 51.

## Entstehung und Komposition

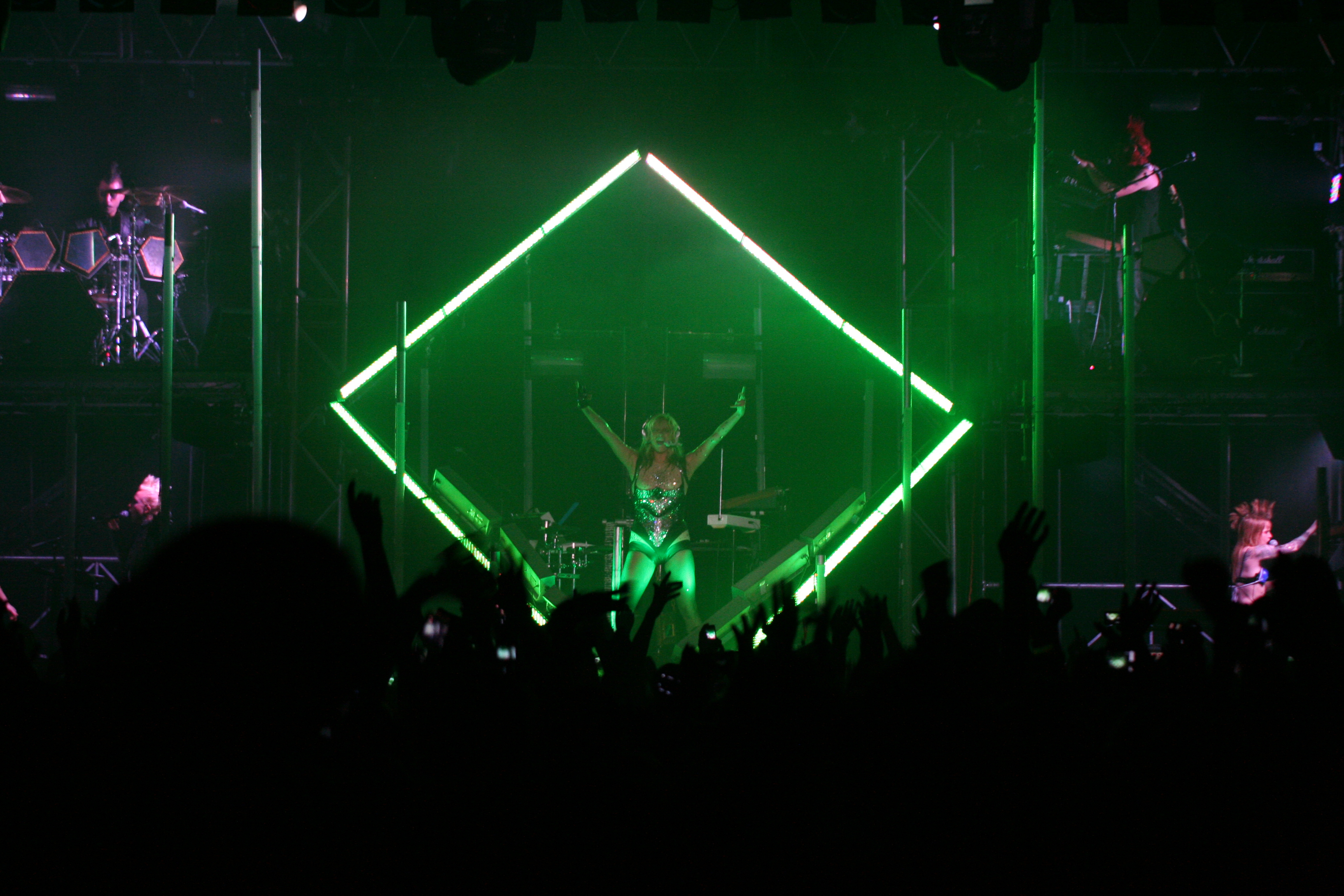
Kesha singt Sleazy in Sydney, Australien, auf ihrer „Get Sleazy Tour“ (2011).

Sleazy wurde von Kesha zusammen mit Lukasz Gottwald, Benjamin Levin, Shondrae Crawford und Klas Åhlund geschrieben und von Bangladesh produziert.
Gesanglich folgt Kesha ihre Vorgänger Singles, wo sie ebenfalls ihren Gesang-Rap-Stil benutzt. Kesha benutzte für ihren Gesang Auto-Tune-Effekte. Musikalisch und inhaltlich hat das Lied große Ähnlichkeiten mit Gwen Stefanis Hollaback Girl „swagga“, Jennifer Lopez’ Love Don't Cost a Thing „attitude“ und Lil Waynes A Milli.

## Rezeption

### Kritik
Jocelyn Vena von MTV News lobte das Lied positiv. Vena sagte das Lied sei „3 Min. und 25 sec. voller Club-Power im kitschigen und süßen Kesha-Style“. Nadine Cheung vom AOL Radio verglich Sleazy mit Keshas Nummer-eins-Hit We R Who We R und sagte "Als [Nachfolger] der unglaublichen ersten Single We R Who We R [...] [ist Sleazy] erneut [i]n Keshas wahren Still vorgetragen, sie mischt Gesang mit Rap und erklärt das Luxus-Leben: "I don't need you or your brand new Benz, or your bourgie friends / I don't need love lookin' like diamonds / Lookin' like diamonds."

### Chartplatzierungen
In Kanada debütierte Sleazy am 20. November 2010 auf Platz 46 der Canadian Hot 100. In der gleichen Woche debütierte Sleazy auf Platz 51 der amerikanischen Billboard Hot 100.
| ChartsChartplatzierungen       | Höchstplatzierung | Wochen |
| ------------------------------ | ----------------- | ------ |
| Vereinigte Staaten (Billboard) | 51 (1 Wo.)        | 1      |

### Auszeichnungen für Musikverkäufe
| Land/Region               | Auszeichnungen für Musikverkäufe (Land/Region, Auszeichnung, Verkäufe) | Verkäufe |
| ------------------------- | ---------------------------------------------------------------------- | -------- |
| Vereinigte Staaten (RIAA) | Gold                                                                   | 500.000  |
| Insgesamt                 | 1× Gold ·                                                              | 500.000  |